# Коргуза
 Коргуза  — село в Верхнеуслонском районе Татарстана. Административный центр Коргузинского сельского поселения.

## География
Находится в западной части Татарстана на расстоянии приблизительно 32 км на юг-юго-запад от районного центра села Верхний Услон.

## История
Основано во второй половине XVI века. В 1887-89 годах годах была построена Никольская церковь (действующая).

## Население
Постоянных жителей было в 1782 году — 566 душ мужского пола, в 1859—1122, в 1897—1595, в 1908—1900, в 1920—1780, в 1926—991, в 1938—992, в 1949—716, в 1958—789, в 1970—888, в 1979—818, в 1989—645. Постоянное население составляло 544 человека (русские 98 %) в 2002 году, 469 в 2010.